# Matelea pedalis
Matelea pedalis är en oleanderväxtart. Matelea pedalis ingår i släktet Matelea och familjen oleanderväxter.

## Underarter
Arten delas in i följande underarter:
- M. p. badinii
- M. p. pedalis